# Giovanni Ricevuto
Giovanni Ricevuto (Salemi, 27 ottobre 1941) è un politico italiano.

## Biografia
Laureato in giurisprudenza, avvocato, inizia la sua carriera politica nel 1975 con l'elezione a consigliere comunale nella città di Messina, incarico che ricoprirà fino al 1992.
Successivamente è stato assessore comunale al Decentramento (1976-80) e all'Urbanistica di Messina. (1981-87).
Alle elezioni politiche del 1987 viene eletto senatore per il Partito Socialista Italiano: durante la legislatura è vicepresidente della Commissione bicamerale per le questioni regionali e componente della Commissione finanza e tesoro.
Nel 1992 viene rieletto senatore, sempre nel PSI, ed è vicepresidente della Commissione istruzione pubblica, beni culturali, ricerca scientifica, spettacolo e sport.
Nel 1996 è eletto deputato all'Assemblea regionale siciliana, nella lista del Partito Socialista-Sicilia, diventando componente della commissione Affari istituzionali, della commissione Attività produttive e della commissione Speciale per la revisione dello Statuto. Dal 1998 al 2000 è presidente del gruppo parlamentare socialista all'Ars.
Dall'agosto del 2000 è assessore regionale all'Industria della Regione Siciliana nella Giunta Leanza di centrodestra (2000-2001). Aderisce al Nuovo PSI, di cui viene nominato segretario regionale siciliano.
Alla fine del 2004 entra a far parte del governo della Casa delle Libertà come sottosegretario alle Infrastrutture e ai Trasporti. Con il rimpasto di governo dell'aprile 2005, viene nominato Viceministro all'Istruzione, Università e Ricerca.
Alle elezioni dell'aprile 2006 si candida con Forza Italia, in rappresentanza del Nuovo PSI, eletto deputato per la circoscrizione Abruzzo. In seguito aderisce a FI, ma già a luglio abbandona il partito e il gruppo parlamentare per aderire al gruppo misto.
Il 16 marzo 2007 fonda la componente politica Repubblicani, Liberali, Riformatori, con i deputati del PRI Giorgio La Malfa e Francesco Nucara.
Il 16 giugno 2008, con oltre il 75% delle preferenze, viene eletto presidente della Provincia regionale di Messina, a capo di una Giunta provinciale composta da 15 assessori, la più numerosa d'Italia. Ricevuto è stato l'ultimo Presidente della Provincia di Messina, in quanto il 20 marzo 2013 l'Assemblea Regionale Siciliana ha abolito le province a partire dal 31 dicembre 2013; fino a tale data, la Provincia di Messina è affidata al commissario straordinario Filippo Romano.

## Procedimenti giudiziari
Nell'ambito dell'inchiesta che ha portato alla sospensione del rettore dell'Università di Messina, Francesco Tomasello, è stato accusato di concorso in truffa e falso per aver rilasciato certificati che attestavano il falso. Successivamente è stato pienamente assolto, insieme agli altri, "perché il fatto non sussiste".